# Ulica Hetmańska w Katowicach
Ulica Hetmańska w Katowicach – ulica w Katowicach, położona w środkowo-zachodniej części miasta, biegnąca w całości przez teren dzielnicy Załęska Hałda-Brynów część zachodnia.
Droga o długości 540 m i przebiegu zbliżonym do południkowego położona jest w Starej Ligocie, będącej wschodnią częścią Ligoty. Przy niej w 1880 roku powstała pierwsza ligocka szkoła, w następnych latach kamienice-familoki, a w czasach Polski Ludowej wielorodzinne bloki mieszkalne. Ulica jest siedzibą szeregu placówek handlowo-usługowych i instytucji publicznych, w tym filii urzędu pocztowego oraz instytucji oświatowo-wychowawczych.

## Przebieg
Ulica Hetmańska przebiega przez teren katowickiej dzielnicy Załęska Hałda-Brynów część zachodnia na całej swojej długości.
Ulica zaczyna się przy skrzyżowaniu z ulicą Ligocką, skąd biegnie w kierunku południowo-wschodnim. Zaraz za skrzyżowaniem skręca ona w kierunku zbliżonym do południowego, jednocześnie krzyżując się na zakręcie z ulicą Tomasza z lewej strony. Ulica Hetmańska do końca swojego biegu biegnie w miarę prostolinijnie, krzyżując się z lewej strony kolejno z ulicami: Rolną, J. Grzyśki i K. Adwentowicza, a z prawej strony z ulicami Rolną i J. Grzyśki.
Ulica kończy się ślepo na moście nad Kłodnicą, a jej kontynuacją jest ścieżka prowadząca w stronę ulicy Kłodnickiej w dzielnicy Ligota-Panewniki.

## Charakterystyka

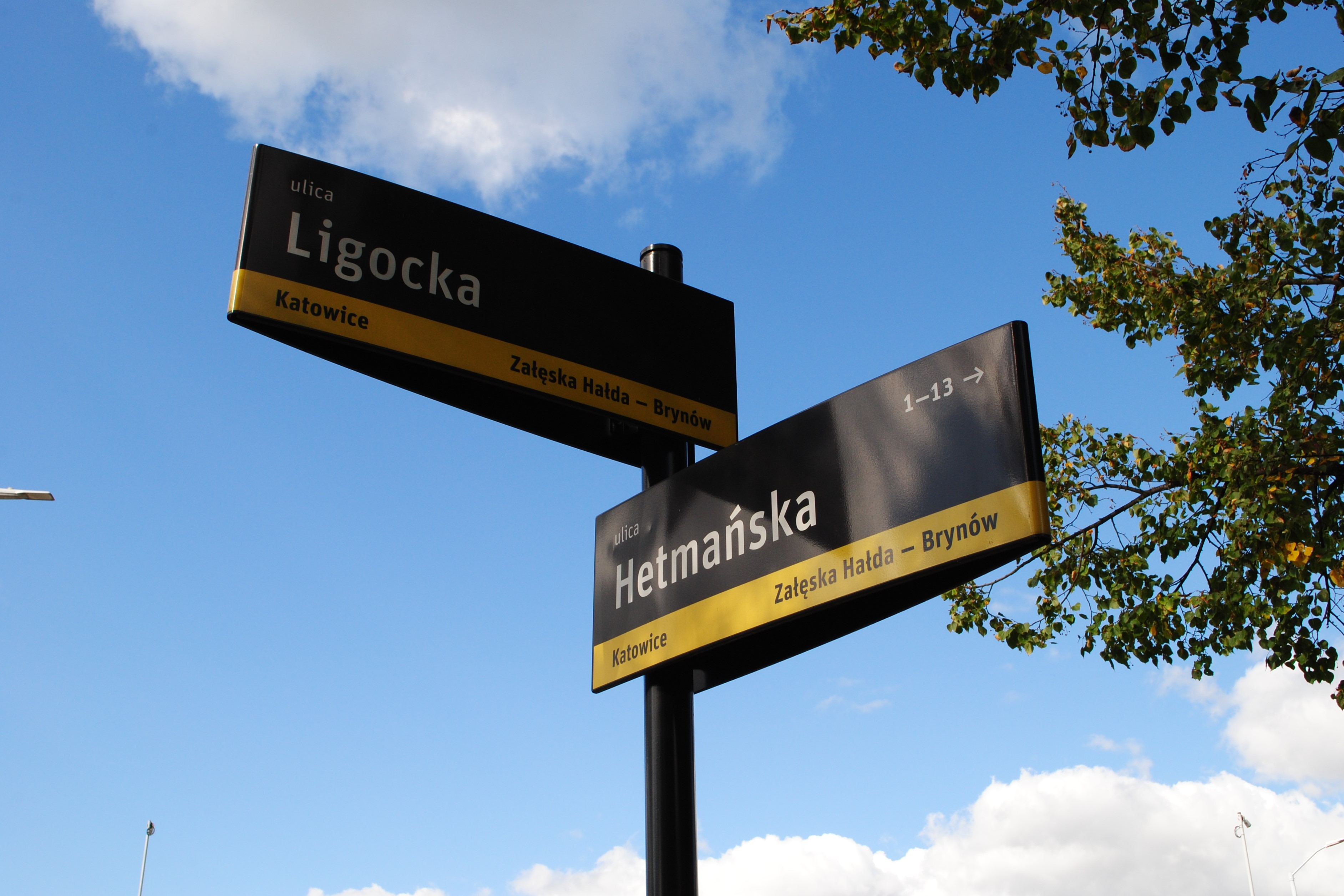
Tablica SIM z nazwą ulicy (2024)

Ulica Hetmańska to droga powiatowa nr 6439S o klasie drogi lokalnej (L). Długość ulicy Hetmańskiej wynosi 540 m, a szerokość jezdni 4,5 m. Droga na całej swoje długości posiada nawierzchnię bitumiczną. W systemie TERYT droga widnieje pod numerem 06637, a kod pocztowy dla adresów wzdłuż ulicy to 40-560. Jest ona w administracji Miejskiego Zarządu Ulic i Mostów w Katowicach.
Na skrzyżowaniu ulic Hetmańskiej i Ligockiej znajduje się sześciowlotowa sygnalizacja świetlna akomodacyjna.
Ulicą Hetmańską pomiędzy ulicami Ligocką a Rolną kursują autobusy transportu zbiorowego na zlecenie Zarządu Transportu Metropolitalnego (ZTM), lecz przy niej nie znajdują się żadne przystanki autobusowe. Najbliższy z nich to m.in. przystanek Stara Ligota Filarowa (ul. Rolna na wysokości ul. Filarowej). Zatrzymują się przy nich autobusy łączące tę część Katowic głównie w kierunku Ligoty-Panewnik i Piotrowic-Ochojca z jednej strony oraz do Śródmieścia i północnych dzielnic Katowic, a także do Sosnowca i Siemianowic Śląskich z drugiej strony.
Wzdłuż krótkiego odcinka ulicy Hetmańskiej pomiędzy skrzyżowaniem z ulicą K. Adwentowicza do mostku nad Kłodnicą przebiega czerwony szlak turystyczny – Szlak Bohaterów Wieży Spadochronowej (41 km) Katowice – Chudów.
Zabudowa ulicy Hetmańskiej tworzy głównie grupa wolnostojących kamienic i familoków z przełomu XIX i XX wieku. Wyróżnia się wśród nich budynek szkoły przy ulicy Hetmańskiej 8 oraz budynek poczty przy ulicy Hetmańskiej 1. Na zapleczach działek znajdują się ogrody i zabudowa gospodarcza. Przy południowej stronie ulicy znajdują się wysokie bloki mieszkalne w otoczeniu zieleni, a bliżej torów kolejowych zieleń i garaże.

## Historia

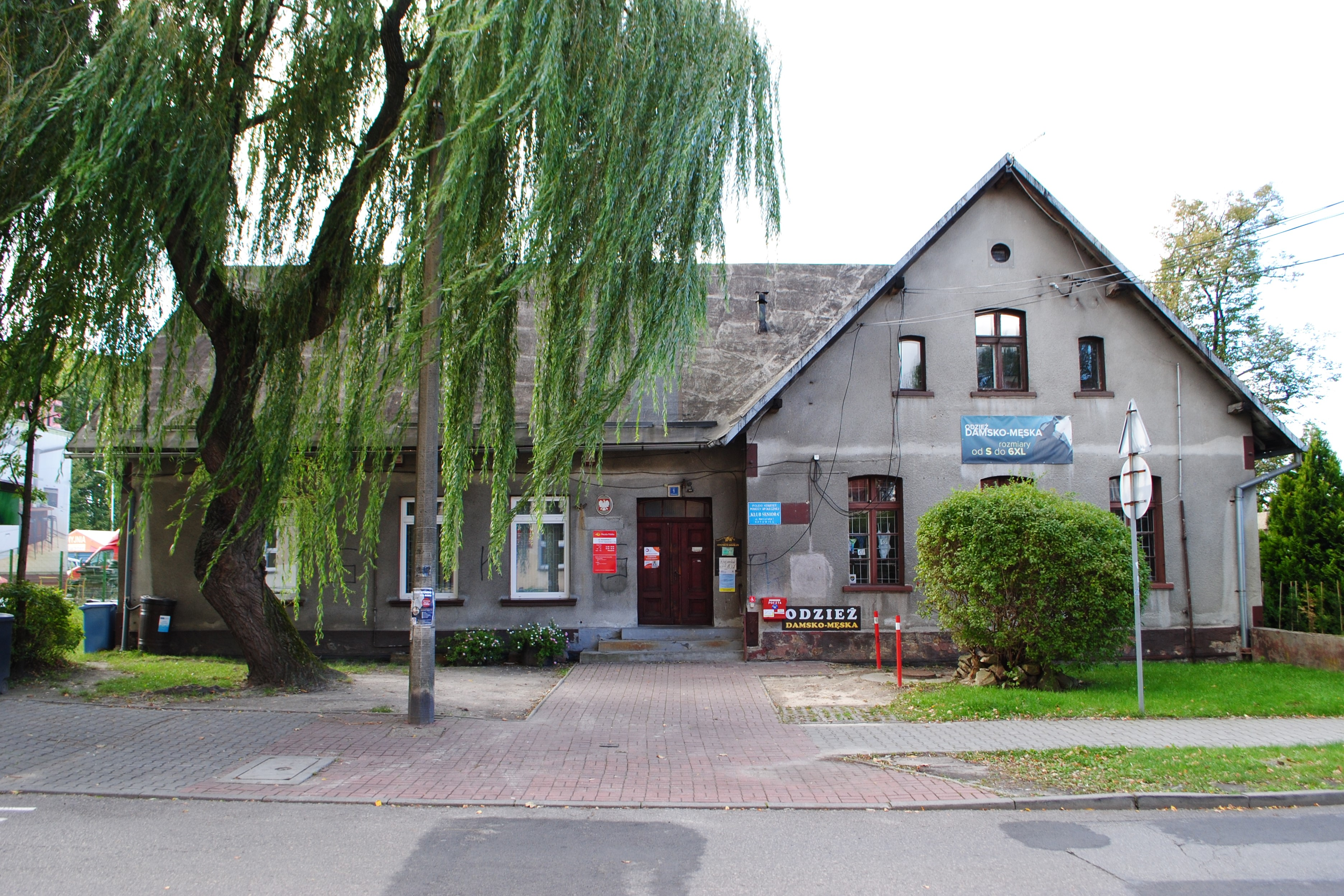
Budynek pierwszej ligockiej szkoły przy ulicy Hetmańskiej 1 (2024)

Ulica Hetmańska znajduje się na terenie Ligoty, dokładnie w jej części zwanej Starą Ligotą. W tamtym też rejonie powstała pierwotna osada (rejon ulic Ligockiej, Załęskiej i Hetmańskiej), która po raz pierwszy była wzmiankowana w 1360 roku. Ligota w XIX wieku zaczęła się przekształcać się w osadę przemysłową, czemu sprzyjał wzrost liczby mieszkańców.
W 1874 roku mieszkańcy Ligoty wystąpili z prośbą o zezwolenie na budowę szkoły powszechnej. Budowę obiektu przy późniejszej ulicy Hetmańskiej 1 rozpoczęto po pięciu latach, a ukończono w 1880 roku. Rok później naukę w pierwszej ligockiej szkole rozpoczęło 105 dzieci. Na mapie z 1883 roku zaznaczony jest budynek szkoły, natomiast jeszcze nie ma drogi w śladzie późniejszej ulicy Hetmańskiej. Pojawia się ona już na mapach wydanych w latach późniejszych.
Późniejsza ulica Hetmańska została wytyczona na przełomie XIX i XX wieku zgodnie z południkowym rozłogiem pól uprawnych. Przy ulicy zaczęły powstawać familoki i kamienice, historyzujące i modernistyczne, głównie dla pracowników kopalni węgla kamiennego „Oheim” (późniejszy „Wujek”) w Brynowie. Ciąg kamienic-familoków powstał w zachodniej pierzei ulicy Hetmańskiej i wzdłuż ulicy Kredytowej, a we wschodniej pierzei i przy późniejszej ulicy Rolnej wzniesiono kilka wolnostojących kamienic. W budynkach tych ulokowały się także punkty handlowo-usługowe: sklep rzeźniczy, dwie piekarnie oraz remiza ochotniczej straży pożarnej. Remiza OSP funkcjonowała przy późniejszej ulicy Hetmańskiej 3.

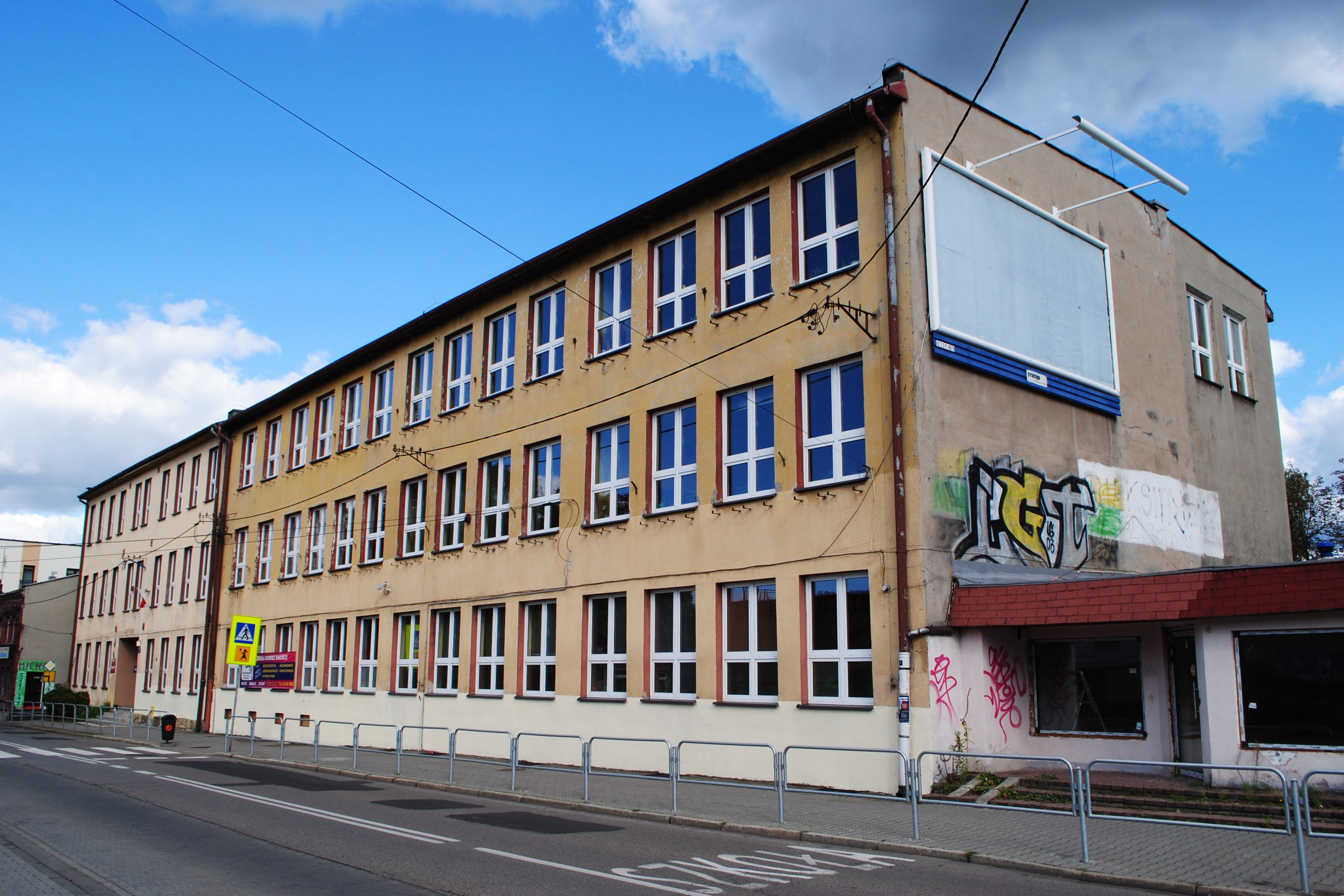
Budynek szkolny pod nr. 8 (2024)

W 1904 roku wzniesiono budynek szkoły pod nr. 10, a w 1912 roku kolejny – pod nr. 8. W 1913 roku zelektryfikowano ulice Załęską i Hetmańską, a do czasu wybuchu I wojny światowej nową zabudowę wielorodzinną ulokowano także na zachód od ulicy Hetmańskiej – przy ulicy Kredytowej oraz po drugiej stronie ulicy Hetmańskiej – w rejonie ulic: Średniej, Tomasza i Filarowej.
W okresie przedwojennym ulica nosiła nazwę Schulstrasse, a w latach 1922–1924 nazwę ulica Szkolna. W 1924 roku Ligotę włączono w granicę Katowic, a od 1925 roku drodze nadano współczesną nazwę.
W 1922, 1923 bądź 1924 roku pomiędzy ulicami Hetmańską a Ligocką został wzniesiony pomnik Powstańców Śląskich upamiętniający 11 zmarłych podczas III powstania śląskiego powstańców pochodzących z Ligoty. Został on w 1939 roku zburzony przez Niemców, a w 1962 roku został on odbudowany.

Pomnik Powstańców Śląskich w Starej Ligocie (2023)

W 1930 roku nauka szkolna odbywała się w trzech budynkach przy ulicy Hetmańskiej 1, 8 i 10, gdzie w 16 salach prowadzono 20 oddziałów lekcyjnych, w których kształciło się 842 dzieci. Szkołę otaczały dwa ogrody. Budynek przy ulicy Hetmańskiej 10, należący dotychczas do Publicznej Szkoły Powszechnej nr 30 im. S. Staszica w Katowicach, 22 września 1934 roku odstąpiono Publicznej Szkole Powszechnej nr 31 w Katowicach. Szkoła ta do budynku przy ulicy Franciszkańskiej przeniosła się 26 stycznia 1939 roku. W latach międzywojennych obok szkoły prowadzony był sklep rzeźnika (ul. Hetmańska 2), a w 1939 roku działała także piekarnia (ul. Hetmańska 21).
W czasach niemieckiej okupacji ulicę przemianowano na Steinstrasse, a po 1945 roku przywrócono drodze nazwę ulica Hetmańska.
Od 1947 roku przy budynku Szkoły Podstawowej nr 8 działała szkolna biblioteka. W 1950 roku działalność rozpoczęła Filia nr 5 Miejskiej Biblioteki Publicznej w Katowicach, która od 1956 roku zaczęła funkcjonować w budynku starej szkoły przy ulicy Hetmańskiej 1. Współcześnie Filia nr 5 funkcjonuje przy ulicy Braci Mniejszych 2.
Ulica Hetmańska zaznaczona jest na mapach topograficznych z lat 1958–1961 w swoim współczesnym przebiegu. Jest ona gęsto zabudowana po obydwu stronach drogi, zwłaszcza na północ od skrzyżowania z ulicą J. Grzyśki.
Ochotnicza straż pożarna przy ulicy Hetmańskiej 3 została przekształcona w 1959 roku w zawodową strażą pożarną. Fatalne warunki lokalowe spowodowały to, że na początku lat 80. XX wieku podjęto starania na rzecz budowy nowej strażnicy, która rozpoczęła swoją działalność w 1987 roku na terenie Piotrowic przy ulicy T. Kościuszki 189.

Familok przy ulicy Hetmańskiej 13 z muralem autorstwa Roberto Ciredza

W latach 60. XX wieku rozpoczęto wyburzanie zabudowy Starej Ligoty, w miejsce której powstały nowe obiekty mieszkalne, a w połowie lat 70. XX wieku przy ulicach J. Grzyśki i Hetmańskiej w miejsce wyburzonej parterowej zabudowy rozpoczęto budowę jedenastokondygnacyjnych bloków mieszkalnych.
W latach 1962–1964 rozbudowano budynki Szkoły Podstawowej nr 8 poprzez wzniesienie sali gimnastycznej i budowę części łączącej budynki przy ulicy Hetmańskiej 8 i 10. 23 lutego 1964 roku przy ulicy Hetmańskiej 1 rozpoczął działalność urząd pocztowy, a od 1968 roku w tym samym budynku rozpoczął działalność Klub Seniora.
Pod koniec lat 80. XX wieku budynek szkoły przy ulicy Hetmańskiej 10 został wyburzony z uwagi na szkody górnicze, a w 2009 roku rozebrano budynek przy ulicy Hetmańskiej 15. W 2013 roku na ścianie budynku przy ulicy Hetmańskiej 13 powstał mural autorstwa Roberto Ciredza.
Skrzyżowanie ulic Ligockiej i Hetmańskiej stało się miejscem, w którym tworzą się w godzinach szczytu zatory drogowe. Z tego też powodu m.in. katowiccy radni wysunęli kilka interpelacji w sprawie rozwiązania tego problemu, z czego w dokumencie z 1 grudnia 2019 roku zaproponowano budowę ronda na skrzyżowaniu tychże ulic. Urząd Miasta Katowice w odpowiedzi na nią zaznaczył, iż budowa ronda nie rozwiązałaby problemu przepustowości układu drogowego tej części Katowic, a prace nad rozwiązaniem tego problemu skupiały się planach budowy przedłużenia ulicy F. Bocheńskiego oraz nad rozwojem sieci centrów przesiadkowych.

## Obiekty zabytkowe i miejsca pamięci
Obiekty zabytkowe i historyczne:

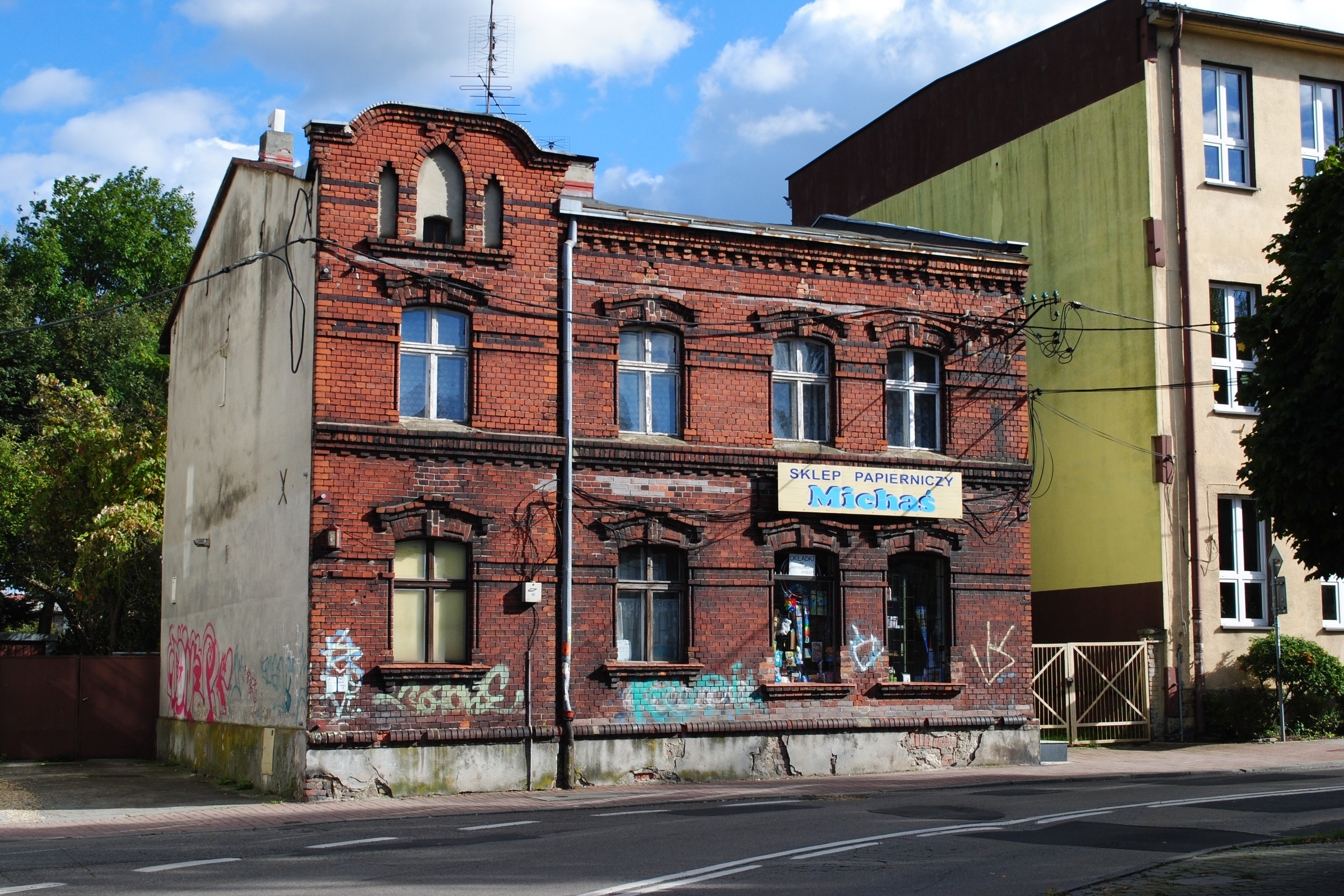
Kamienica (ul. Hetmańska 6)

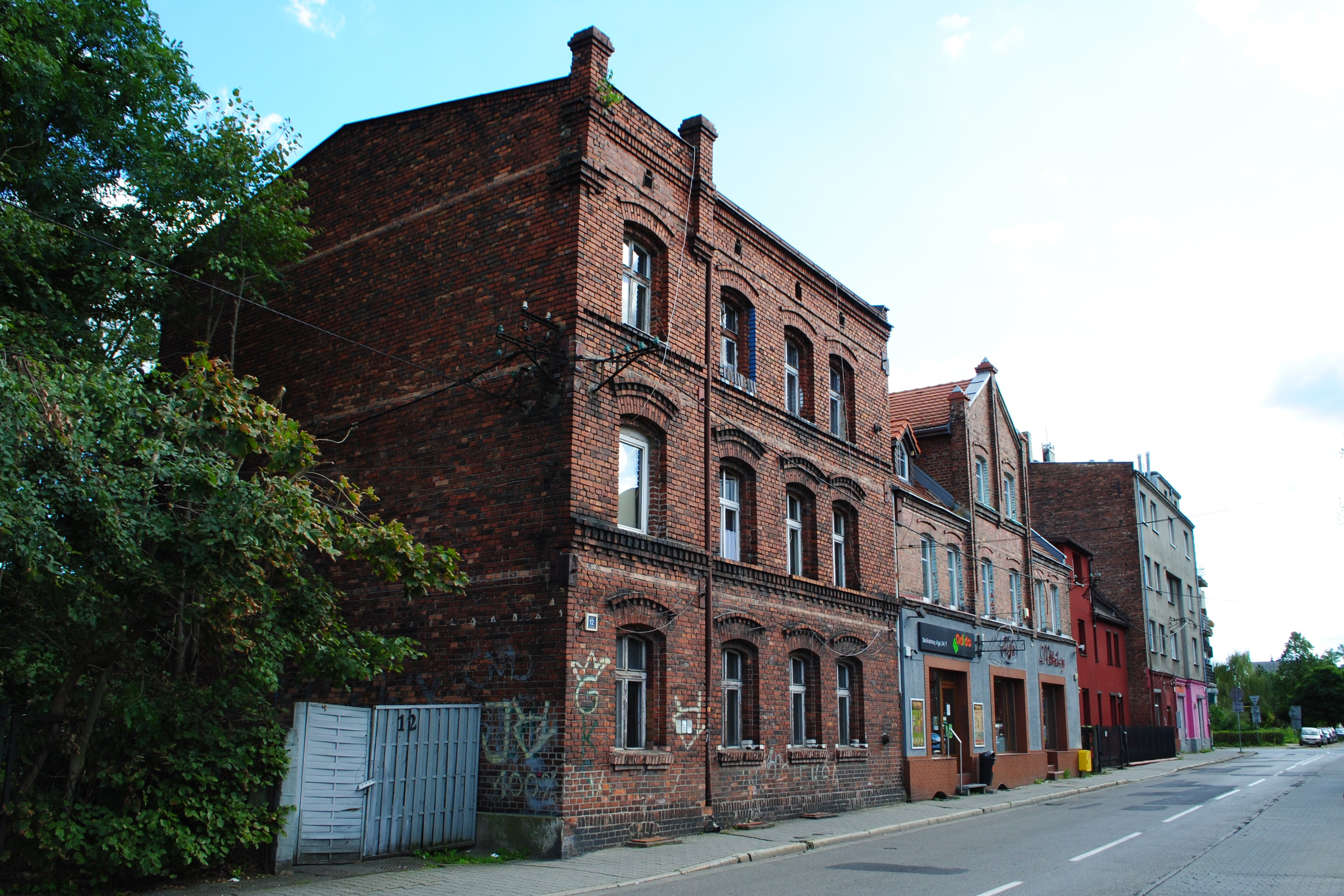
Kamienice pod nr. 12, 14, 16 i 18

- Budynek najstarszej ligockiej szkoły (ul. Hetmańska 1) – z 1880 roku[17], wzniesiony w stylu tradycyjnym[44]; jest to obiekt murowany z cegły i tynkowany[45],
- Kamienica (ul. Hetmańska 2) – z I ćwierćwiecza XX wieku, w stylu modernistycznym[46]; jest to obiekt murowany z cegły, tynkowany, dwukondygnacyjny, zwieńczony dachem dwuspadowym; posiada zdobione obramienia okien, fryz i szczyt[47],
- Kamienica (ul. Hetmańska 6) – z przełomu XIX i XX wieku, w stylu historyzmu[46]; jest to obiekt murowany z cegły, nietynkowany, dwukondygnacyjny, zwieńczony dachem dwuspadowym; na fasadzie znajduje się ryzalit, szczyt z ostrołukowymi blendami i nadproża okienne ze zwornikami[47],
- Budynek szkoły (ul. Hetmańska 8) – z lat 30. XX wieku (bądź z 1902 roku[17]), w stylu funkcjonalistycznym; przebudowany[46],
- Kamienica (ul. Hetmańska 12) – z 1913 roku, w stylu historyzmu[46]; jest to obiekt murowany z cegły, nietynkowany, trójkondygnacyjny, zwieńczony dachem dwuspadowym; znaczącymi detalami budynku są m.in. łuki odcinkowe, nadproża czy sterczyny[48],
- Kamienica-familok (ul. Hetmańska 13) – z przełomu XIX i XX wieku[44]; jest to obiekt murowany z cegły, nietynkowany, trójkondygnacyjny, zwieńczony dachem dwuspadowym; na fasadzie znajduje się ryzalit, a znaczącymi detalami budynku są m.in. szczyt, łuki odcinkowe czy nadproża[49] ,
- Kamienica (ul. Hetmańska 14) – z początku XX wieku, w stylu modernistycznym[46]; jest to obiekt murowany z cegły, nietynkowany, trójkondygnacyjny, zwieńczony dachem dwuspadowym krytym dachówką; na elewacji znajdują się takie detale, jak m.in. lizeny, szczyt i gzyms[49],
- Kamienica (ul. Hetmańska 16) – z początku XX wieku, w stylu modernistycznym[46]; wtórnie przebudowana,
- Kamienica (ul. Hetmańska 18; róg z ul. Rolną) – z lat 30. XX wieku, w stylu funkcjonalizmu[46]; jest to obiekt murowany z cegły, tynkowany, czterokondygnacyjny, nakryty płaskim dachem; znaczące detale budynku to pasy okien i narożne balkony[50],
- Mostek kolejowy na Kłodnicy (południowy koniec ul. Hetmańskiej)[44] – z II połowy XIX wieku, wzniesiony w stylu historyzmu; jest to obiekt murowany z cegły, jednoprzęsłowy[51].

Pomniki i miejsca pamięci:
- Pomnik ku czci powstańców śląskich (ul. Hetmańska; róg z ul. Ligocką)[52] – z lat 20. XX wieku, zniszczony w 1939 roku i odbudowany w 1962 roku; jest to pomnik w postaci głazu na postumencie, zwieńczony rzeźbą orła[28].

Obiekty nieistniejące:
- Budynek szkoły (ul. Hetmańska 10) – z 1904 roku, wyburzony w latach 80. XX wieku[17],
- Kamienica (ul. Hetmańska 15) – wzniesiona na przełomie XIX i XX wieku w stylu historyzmu ceglanego prostego; był to obiekt murowany z cegły, nietynkowany, trójkondygnacyjny, zwieńczony dachem dwuspadowym krytym papą; miał takie detale, jak łuki odcinkowe i gzymsy[49]; kamienicę rozebrano w 2009 roku[38].

## Gospodarka i instytucje
Według stanu z połowy listopada 2023 roku przy ulicy Hetmańskiej swoją siedzibę miało 49 aktywnych działalności gospodarczych zarejestrowanych w systemie REGON, w tym m.in.: firmy handlowo-usługowe, sklepy wielobranżowe, kwiaciarnia, gabinety lekarskie, wspólnota mieszkaniowa i inne.
Działały tutaj wówczas także m.in. salon meblowy, kawiarnia, czy sklep sieci Żabka, a także m.in.: Filia Urzędu Pocztowego Katowice 25 (ul. Hetmańska 1), Klub Seniora (ul. Hetmańska 1) czy różnego rodzaju placówki oświatowo-wychowawcze: Niepubliczna Szkoła Podstawowa „Wesołe Słoneczka” (ul. Hetmańska 7), Zespół Szkolno-Przedszkolny nr 8 w Katowicach (ul. Hetmańska 8) i Uczniowski Klub Sportowy „Ósemka” przy Zespole Szkolno-Przedszkolnym nr 8 w Katowicach (ul. Hetmańska 8).
Wierni rzymskokatoliccy mieszkający przy ulicy Hetmańskiej przynależą do parafii Świętej Rodziny i św. Maksymiliana Kolbego.